# Elegant trädklättrare
Elegant trädklättrare (Xiphorhynchus elegans) är en fågel i familjen ugnfåglar inom ordningen tättingar.

## Utseende och läte
Elegant trädklättrare är en liten och streckad trädklättrare. Fjäderdräkten är rödaktigt brun med beigefärgade streck på huvud och bröst samt en lång och rätt slank näbb. Lätet består av en utdragen och snabb serie med stigande och fallande visslingar.

## Utbredning och systematik
Elegant trädklättrare delas in i fem underarter:
- Xiphorhynchus elegans buenavistae – förekommer i östra Andernas östsluttning i Colombia kring övre Orinocofloden
- Xiphorhynchus elegans ornatus – förekommer från tropiska sydöstra Colombia till östra Ecuador, nordöstra Peru och närliggande nordvästra Brasilien
- Xiphorhynchus elegans insignis – förekommer vid foten av öst-centrala Peru (söder om Río Marañón)
- Xiphorhynchus elegans elegans – förekommer i  Brasilien söder om Amazonas och norra Bolivia
- Xiphorhynchus elegans juruanus – förekommer i sydöstra Peru, nordöstra Bolivia och västra Brasilien (väster om Rio Madeira)

## Levnadssätt
Elegantträdklättrare hittas i låglänt regnskog. Den är i sitt utbredningsområde en av de vanligaste trädklättrarna.

## Status och hot
Arten har ett stort utbredningsområde, men tros minska i antal, dock inte tillräckligt kraftigt för att den ska betraktas som hotad. Internationella naturvårdsunionen IUCN listar arten som livskraftig (LC).